# La Grande Pastorale (film)
Pour la pièce de théâtre, voir La Grande Pastorale (pièce de théâtre).
Pour plus de détails, voir Fiche technique et Distribution.
La Grande Pastorale est un documentaire français réalisé par René Clément, sorti en 1943.

## Synopsis
Les traditions de la transhumance.

## Fiche technique
- Titre français : La Grande Pastorale
- Réalisation : René Clément
- Pays d'origine :  France
- Langue originale : français
- Format : Noir et blanc  — 35 mm — 1,37:1 — son mono
- Genre : Documentaire
- Durée : 26 minutes
- Dates de sortie : 
  - France : 1943